# Aglona
Aglona (en letó Aglyuna) és una vila del municipi homònim a Letònia. Està situada a 40 kilòmetres al nord-est de la ciutat de Daugavpils.
Aglona és famosa a Letònia i més enllà per la seva Basílica de l'Assumpció - l'església catòlica més important del país. L'església i el monestir van ser fundats pels pares dominics el 1700. L'església de fusta original i el monestir van ser arrasats a la dècada de 1760 i es va iniciar la construcció d'una nova església en 1768, completada el 1800, quan va ser consagrada. Atrau desenes de milers de pelegrins cada any en el dia de l'Assumpció de Maria (15 d'agost), així com durant la Pentecosta. La icona històrica de la Mare de Déu d'Aglona és considerada miraculosa i ha estat durant molt temps un objecte de veneració. Data del segle xvii i la seva autoria és desconeguda.
Situada a l'estreta franja de terra entre els llacs Cirišs i Egles, el poble avui dia és el resultat de la fusió de tres assentaments: Aglona, Somerseta i Jaunciems. La bellesa escènica de la zona circumdant atrau molts visitants cada estiu. L'illa d'Upursala (illa Sacrifici), el llac Velnezers (Llac del Diable), i el monticle del Castell Madelanu són alguns dels llocs més bells de Letònia. Els boscos de pi boscos dels voltants han patit la tala excessiva en els últims anys, danyant significativament la seva qualitat anteriorment prístina. Tradicionalment, moltes famílies de Rússia passen els seus estius al camp prop d'Aglona.
El 1980, l'Església va celebrar el seu 200 aniversari i se li va donar oficialment la condició de basílica per part de Joan Pau II. En 1986 va ser el lloc de celebració dels 800 anys del cristianisme a Letònia. Es va iniciar una important renovació de la basílica i l'expansió dels terrenys de l'església el 1992 epr la preparació per a la visita del Papa. El mes de setembre de 1993 el Papa Joan Pau II va visitar el santuari i més de 300 mil pelegrins van reunir-s'hi.